# Liocichla
Liocichla é um gênero da família Leiothrichidae encontrado na Ásia, da Índia a China.

## Espécies
Cinco espécies são reconhecidas para o gênero:
- Liocichla phoenicea (Gould, 1837)
- Liocichla ripponi (Oates, 1900)
- Liocichla omeiensis Riley, 1926
- Liocichla bugunorum Athreya, 2006
- Liocichla steerii Swinhoe, 1877